# Re-Animator
Re-Animator este un film de groază științifico-fantastic american din 1985 bazat pe povestea lui H. P. Lovecraft „Herbert West–Reanimator”. Filmul este produs de Brian Yuzna și regizat de Stuart Gordon și este primul film din trilogia/seria Re-Animator, din care mai fac parte Bride of Re-Animator (1990) și Beyond Re-Animator (2003). Filmul a devenit repede un film cult. În prezent are un scor de 92% pe site-ul critic Rotten Tomatoes. În film interpretează Jeffrey Combs, Bruce Abbott, Barbara Crampton și David Gale

## Povestea
La Universitatea din Zurich Institutul de Medicină din Elveția, Herbert West îl aduce pe profesorul său mort, Dr. Hans Gruber (Al Berry), înapoi la viață. Există efecte secundare oribile, cu toate acestea, după cum explică Herbert West, doza a fost prea mare.
Atunci când este acuzat de uciderea lui Gruber, West răspunde prompt: „I-am dat viață!”.

## Primire
Filmul a fost clasificat pe locul 69 în topul 100 Scariest Movie Moments realizat de Bravo.